# Bonneyana osborni
Bonneyana osborni är en insektsart som beskrevs av Ball 1900. Bonneyana osborni ingår i släktet Bonneyana och familjen dvärgstritar. Inga underarter finns listade i Catalogue of Life.